# Artemita nana
Artemita nana är en tvåvingeart som först beskrevs av Luigi Bellardi 1862.  Artemita nana ingår i släktet Artemita och familjen vapenflugor. Inga underarter finns listade i Catalogue of Life.